# Windom (Minnesota)
Windom ist eine Kleinstadt (mit dem Status „City“) und Verwaltungssitz des Cottonwood County im mittleren Südwesten des US-amerikanischen Bundesstaates Minnesota. Das U.S. Census Bureau hat bei der Volkszählung 2020 eine Einwohnerzahl von 4.798 ermittelt.

## Geografie
Windom liegt auf der Hochebene des Coteau des Prairies, die sich über Teile South Dakotas, Iowas und Minnesotas erstreckt. Die Stadt liegt beiderseits des oberen Des Moines River, einem rechten Nebenfluss des Mississippi. Windom liegt auf 43°52′06″ nördlicher Breite und 95°07′07″ westlicher Länge. Es erstreckt sich über 11,21 km², die sich auf 10,77 km² Land- und 0,44 km² Wasserfläche verteilen.
Benachbarte Orte von Windom sind Jeffers (27,6 km nördlich), Bingham Lake (7,9 km nordöstlich), Lakefield (24,9 km südlich) und Wilder (9,5 km südwestlich).
Die nächstgelegenen größeren Städte sind Minneapolis (234 km nordöstlich), Minnesotas Hauptstadt Saint Paul (248 km in der gleichen Richtung), Rochester (242 km östlich), Iowas Hauptstadt Des Moines (369 km südöstlich), Omaha in Nebraska (358 km südsüdwestlich), Sioux Falls in South Dakota (145 km westlich) und Fargo in North Dakota (423 km nordnordwestlich).

## Verkehr
In Nord-Süd-Richtung verläuft der U.S. Highway 71 als Hauptstraße durch das Stadtgebiet. Dort trifft er auf die Minnesota State Routes 60 und 62. Alle weiteren Straßen innerhalb von North Mankato sind untergeordnete Fahrwege oder innerstädtische Verbindungsstraßen.
In Nordost-Südwest-Richtung verläuft eine Eisenbahnlinie der Union Pacific Railroad durch das Stadtzentrum von Windom.
Der Windom Municipal Airport liegt am nördlichen Stadtrand von Windom. Der nächste Großflughafen ist der Minneapolis-Saint Paul International Airport (229 km nordöstlich).

## Geschichte

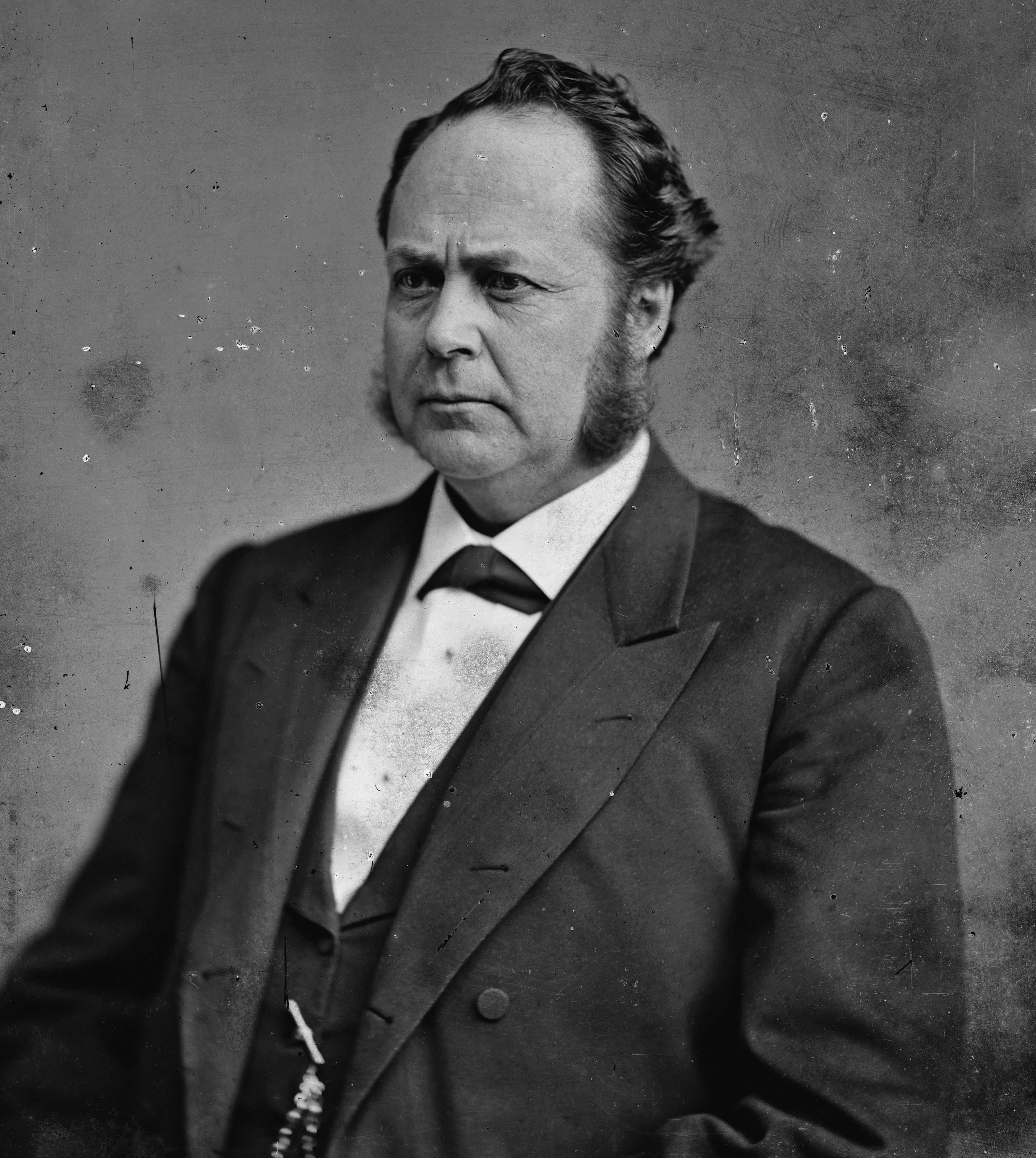
W. Windom

Der Ort Windom wurde 1871 von dem Eisenbahningenieur A. L. Beach an einer Strecke der damaligen Sioux City and St. Paul Railroad angelegt. Benannt wurde der Ort nach William Windom (1827–1891), einem U_S-Senator und zweimaligen Finanzminister der Vereinigten Staaten.
Im gleichen Jahr wurde eine Poststation eingerichtet. Ebenso waren ein Eisenwarengeschäft, ein Saloon, zwei Bäckereien, ein Lebensmittelgeschäft, ein Fleischmarkt, eine Druckerei, ein Hotel und ein Gemischtwarenhandel errichtet worden. Im Jahr 1875 wurde der Ort als „Village of Windom“ inkorporiert.

Im Jahr 1974 wurde Windom wie allen inkorporierten Gemeinden in Minnesota der Status „City“ verliehen.

## Demografische Daten
Nach der Volkszählung im Jahr 2010 lebten in Windom 4646 Menschen in 1994 Haushalten. Die Bevölkerungsdichte betrug 431,4 Einwohner pro Quadratkilometer. In den 1994 Haushalten lebten statistisch je 2,25 Personen.

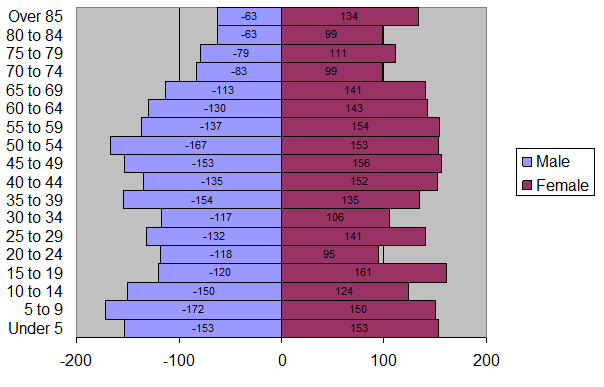
Alterspyramide von Windom (Stand 2010)

Ethnisch betrachtet setzte sich die Bevölkerung zusammen aus 92,1 Prozent Weißen, 1,4 Prozent Afroamerikanern, 0,3 Prozent amerikanischen Ureinwohnern, 1,2 Prozent Asiaten, 0,3 Prozent Polynesiern sowie 3,7 Prozent aus anderen ethnischen Gruppen; 1,1 Prozent stammten von zwei oder mehr Ethnien ab. Unabhängig von der ethnischen Zugehörigkeit waren 8,0 Prozent der Bevölkerung spanischer oder lateinamerikanischer Abstammung.
23,2 Prozent der Bevölkerung waren unter 18 Jahre alt, 55,6 Prozent waren zwischen 18 und 64 und 21,2 Prozent waren 65 Jahre oder älter. 51,8 Prozent der Bevölkerung war weiblich.

Das mittlere jährliche Einkommen eines Haushalts lag bei 37.152 USD. Das Pro-Kopf-Einkommen betrug 22.074 USD. 16,6 Prozent der Einwohner lebten unterhalb der Armutsgrenze.

## Bekannte Bewohner
- Maria Schneider (* 1960) – Musikerin